# Heinz Schönfeld
Heinz Werner Schönfeld (* 30. September 1908 in Dresden; † 5. Mai 1957 in Karlsruhe) war ein deutscher Elektrotechniker und Hochschullehrer.

## Leben

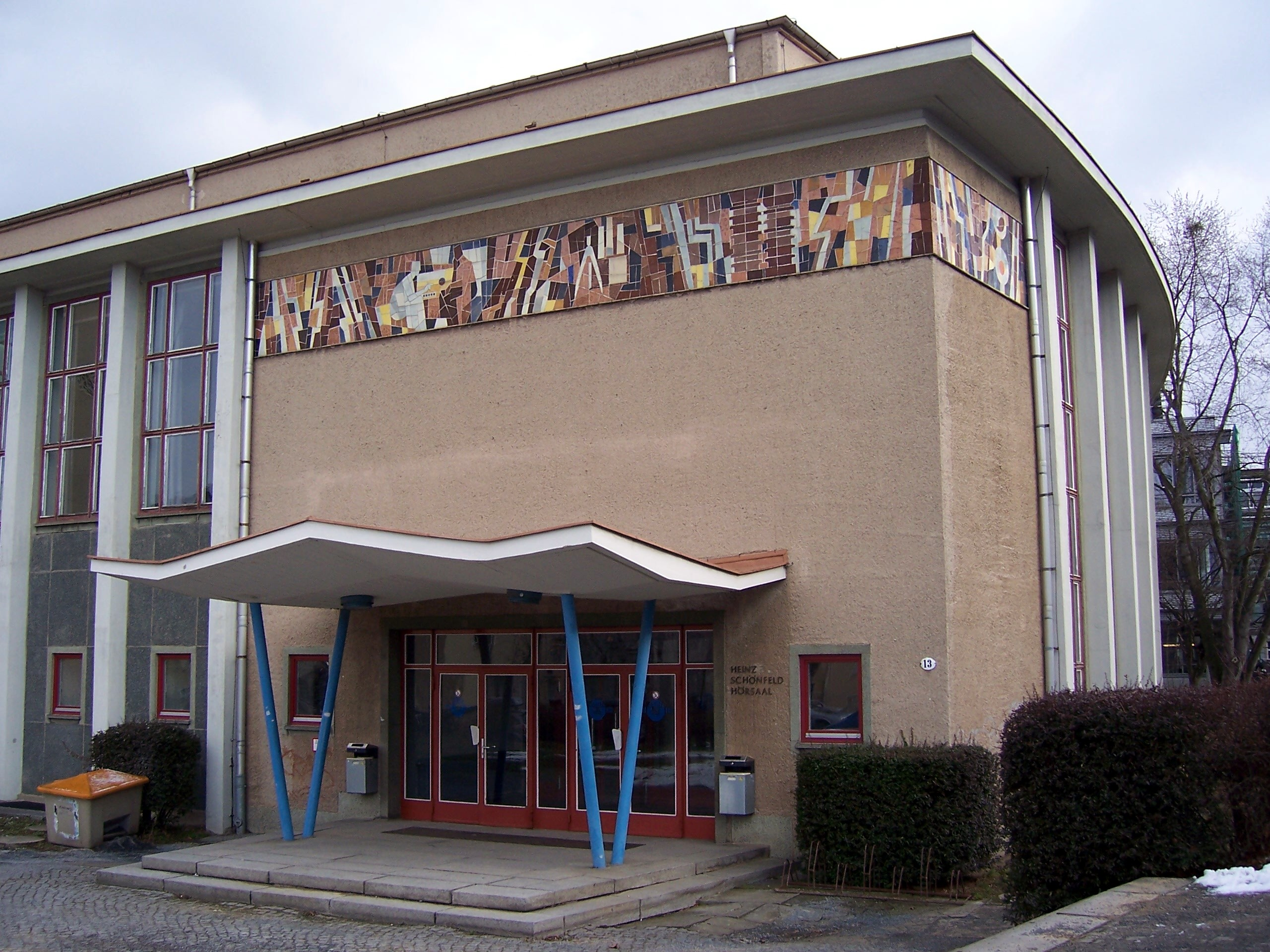
Eingang des Heinz-Schönfeld-Hörsaals der TU Dresden

Heinz Schönfeld wurde in Dresden als Sohn eines Volksschullehrers geboren.

„Mein Vater wies mir schon in der Kindheit und in frühester Jugend den Blick für die bewundernswürdigen Geschehnisse in der Natur, sei es beim Spiel mit der Elektrisiermaschine, sei es im Basteln von Telegrafenapparaten und dergleichen. Leider verlor ich meinen Vater schon als Siebzehnjähriger und hierdurch und durch die vorangegangene Inflation trat die ernste Seite des Lebens an mich heran. Ich mußte durch Erteilen von Privatstunden zum Unterhalt beitragen.“

Nach dem Besuch des Reformrealgymnasiums Dreikönigschule bis 1928, begann er, sich Geld für sein Studium durch Forstarbeiten zu verdienen. Ein Stipendium durch die Studienstiftung des Deutschen Volkes wegen sehr guter Leistungen entledigte ihn seiner finanziellen Sorgen während des Studiums. Er studierte ab 1928 Technische Physik an der TH Dresden und beendete sein Studium 1932 mit einer Diplomarbeit „zur Wellenmechanik über Elektronenbeugung an Kupfer“. Ab 1933 war er ein Jahr lang Praktikums- und Vorlesungsassistent bei Heinrich Barkhausen am Institut für Schwachstromtechnik und verfasste 1934 seine Doktorarbeit zu Unstetigkeiten bei der Umelektrisierung. 
Von 1934 bis 1945 arbeitete er in der Entwicklung im Zentrallaboratorium von Siemens & Halske in Berlin, habilitierte sich jedoch bereits 1944 an der TH Dresden mit der Arbeit Die elektrischen Höhenmesser für Flugzeuge. Bis Kriegsende war er im nach Oberschlesien ausgelagerten Betrieb Siemens & Halske tätig. In Schlesien verlor er nach Kriegsende jeglichen Besitz und kehrte für einen Neuanfang Ende 1945 nach Dresden zurück. Er wurde am 1. Januar 1946 als Assistent am Institut für Fernmeldeanlagen und Akustik und am 1. Mai desselben Jahres als Dozent für Fernmeldetechnik an der Fakultät für Kommunale Wirtschaft der TH Dresden angestellt, wo er Vorlesungen im Bereich der Fernmeldetechnik hielt. Im Jahr 1946 war er zudem als Professor mit Lehrauftrag tätig und wurde im Jahr 1947 zum ordentlichen Professor für Allgemeine und Theoretische Elektrotechnik an der neueröffneten TH Dresden berufen. Zudem wurde er Direktor des Elektrotechnischen Instituts. Im Jahr 1951 wurde er Dekan der Fakultät Maschinenwesen und Elektrotechnik. Als ein Jahr später auf seine Anregung hin die selbstständige Fakultät Elektrotechnik gegründet wurde, wurde er zu ihrem Prodekan ernannt.
Den DDR-Oberen war Schönfeld schon längere Zeit suspekt gewesen, so erhielt er unter anderem 1952 eine Vorladung, sich im Polizeipräsidium auf der Schießgasse zu melden. Gründe wurden nicht angegeben. Weder Rückfragen beim zuständigen Minister noch eine Beschwerde beim Rektor der TH Dresden Kurt Koloc brachten eine Aufklärung, sodass Schönfeld in ständiger Ungewissheit um sein Schicksal und das seiner Familie lebte. Denn „letztlich ist es hinreichend bekannt, daß nicht alle Leute, die zur Schießgasse gehen, von dort wieder zurückkehren.“ Noch im selben Jahr verließ Heinz Schönfeld die DDR und arbeitete anschließend in Nürnberg als Entwicklungsleiter der Süddeutschen Apparatefabrik. Im Jahr 1956 wurde er an der TH Karlsruhe ordentlicher Professor für Grundgebiete der Elektrotechnik und Regelungstechnik und starb ein Jahr später. 
Als Standardwerk gilt sein Lehrbuch Die wissenschaftlichen Grundlagen der Elektrotechnik aus dem Jahr 1951. Seit dem 6. April 1994 trägt der große Hörsaal im Barkhausen-Bau der TU Dresden den Namen Heinz Schönfelds.

## Werke (Auswahl)
- 1944: Die elektrischen Höhenmesser für Flugzeuge. (Habil.)
- 1951: Die wissenschaftlichen Grundlagen der Elektrotechnik.
- 1953: Über die Notwendigkeit theoretischer Untersuchungen in der Regelungstechnik.